# Live in Montreux 69
Live in Montreux 69 – album koncertowy zespołu Deep Purple zarejestrowany 4 października 1969 w Montreux i wydany w roku 2006.
Koncert zarejestrowano w Casino de Montreux, w kasynie, które spaliło się dwa lata później.
Utwory „Speed King” i „Child in Time” wydano na płycie Deep Purple in Rock osiem miesięcy później. Zamieszczona na płycie wersja „Kentucky Woman” jest jedyną znaną wersją na żywo z linii Mk II.
Album Live in Montreux 69 po raz pierwszy wydano w roku 2004 pod tytułem Kneel & Pray.

## Lista utworów
Wszystkie utwory (z wyjątkiem opisanych) napisali Ritchie Blackmore, Ian Gillan, Roger Glover, Jon Lord i Ian Paice.

### CD 1
| 1. | „Speed King” / „Kneel & Pray”                           | 5.54  |
|    |                                                         |       |
| 2. | „Hush” (Joe South)                                      | 6:20  |
|    |                                                         |       |
| 3. | „Child in Time”                                         | 12:38 |
|    |                                                         |       |
| 4. | „Wring That Neck” (Blackmore, Lord, Paice, Nick Simper) | 20:30 |
|    |                                                         |       |
|    |                                                         | 45:22 |
|    |                                                         |       |

### CD 2
| 1. | „Paint It Black” (Mick Jagger, Keith Richards) | 10:48 |
|    |                                                |       |
| 2. | „Mandrake Root” (Blackmore, Rod Evans, Lord)   | 22:08 |
|    |                                                |       |
| 3. | „Kentucky Woman” (Neil Diamond)                | 6:00  |
|    |                                                |       |
|    |                                                | 38:56 |
|    |                                                |       |

## Muzycy
- Ritchie Blackmore – gitara
- Ian Gillan – śpiew, instrumenty perkusyjne
- Roger Glover – gitara basowa
- Jon Lord – organy Hammonda, instrumenty klawiszowe, śpiew
- Ian Paice – perkusja, instrumenty perkusyjne